# Gen Digital
Gen Digital Inc. (раніше відома як NortonLifeLock і Symantec) — американська компанія з виробництва програмного забезпечення в галузі інформаційної безпеки, зокрема антивірусів. Розташована в Купертіно, Каліфорнія. Є одним зі світових лідерів в галузі виробництва програмного забезпечення для ПК.

## Історія
Компанія Symantec була заснована в 1982 році Гарі Хендріксом за рахунок коштів, виділених за грантом Національного наукового фонду США. Спочатку компанія була зосереджена на проектах, пов'язаних зі створення штучного інтелекту. У числі перших службовців Хендрікс найняв кількох дослідників природної мови зі Стенфордського університету.
В 1984 році корпорацію Symantec купила компанія з розробки програмного забезпечення, C&E Software, яка була заснована Денісом Колманом і Гордоном Юбенксом (останній очолював компанію).
У 1985 році компанією був випущений перший продукт — Q&A (програма для керування базами даних, що містить текстовий редактор). У серпні 1990 року корпорація Symantec придбала Peter Norton Computing, компанію з розробки різних додатків для DOS. Антивірусне програмне забезпечення і утиліти для керування даними досі поширюються з використанням імені «Norton».
Деякий час компанія була відома своїми продуктами для розробників на платформах Macintosh і IBM PC, зокрема, THINK Pascal, THINK C, Symantec C++ і Visual Cafe. Але компанія покинула цей сегмент ринку, коли конкуренти, такі як Metrowerks, Microsoft і Borland, зайняли значну частку сегмента.
У 2010 році компанія Symantec купила деякі відділення VeriSign.

## Продукти компанії
| - Backup Exec - Drive Image - Ghost - GoBack - Grandview - NetBackup - Norton 360 - Norton AntiBot - Norton AntiVirus - Norton Commander - Norton Insight - Norton Internet Security - OnlineFamily.Norton - Norton PC Checkup - Norton Personal Firewall - Norton Safe Web - Norton Utilities - PartitionMagic - pcAnywhere | - Q&A - Quarterdeck CleanSweep - Norton Removal Tool - Symantec Antivirus Corporate Edition - Symantec Endpoint Protection - Norton LiveUpdate - Enterprise Vault - THINK C - THINK Reference - Veritas Cluster Server - Veritas File System - Veritas Storage Foundation - Disaster Recovery Advisor - Veritas Volume Manager - WinFax |